# Candy Maldonado

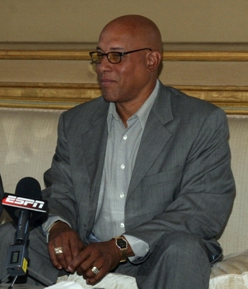
Candy Maldonado

Candy Maldonado é um ex-jogador profissional de beisebol de Porto Rico.

## Carreira
Candy Maldonado foi campeão da World Series 1992 jogando pelo Toronto Blue Jays. Na série de partidas decisiva, sua equipe venceu o Atlanta Braves por 4 jogos a 2.